# فرد غراهام (صحفي)
فرد غراهام (بالإنجليزية: Fred Graham)‏ هو صحفي أمريكي، ولد في 6 أكتوبر 1931 في ليتل روك في الولايات المتحدة.